# Artur Affini
Artur Affini, mais conhecido como Túlio, (Cravinhos, 17 de junho de 1920 — 6 de março de 1989) foi um futebolista brasileiro, que atuava como volante.

## Carreira
Artur Affini iniciou sua carreira no interior de São Paulo, onde ganhou o apelido Túlio. Foi contratado pelo Palmeiras em 1945, jogando 224 partidas pelo clube e conquistando diversos títulos, com destaque para as Cinco Coroas entre 1950 e 1951.
Túlio faleceu no dia 6 de março de 1989, aos 68 anos.

## Títulos
Palmeiras
- Copa Rio: 1951
- x  Torneio Rio-São Paulo: 1951
- Campeonato Paulista: 1947 e 1950
- Taça Cidade de São Paulo: 1946, 1950 e 1951